# Fatal Fury-serien
Fatal Fury-serien är en dator- och TV-spelsserie bestående av man mot man-fightingspel. Spelen utgavs under 1990-talet.

## Spel

### Huvudserien
| Titel                                            | Släppår |
| ------------------------------------------------ | ------- |
| Fatal Fury: King of Fighters                     | 1991    |
| Fatal Fury 2                                     | 1992    |
| Fatal Fury Special                               | 1993    |
| Fatal Fury 3: Road to the Final Victory          | 1995    |
| Real Bout Fatal Fury                             | 1995    |
| Real Bout Fatal Fury Special                     | 1997    |
| Real Bout Fatal Fury 2: The Newcomers            | 1998    |
| Real Bout Garou Densetsu Special: Dominated Mind | 1998    |
| Fatal Fury: Wild Ambition                        | 1999    |
| Fatal Fury: 1st Contact                          | 1999    |
| Garou: Mark of the Wolves                        | 1999    |
| Fatal Fury: City of the Wolves                   | 2025    |

### Fotnoter
1. ↑  ”Fatal Fury series” (på engelska). Mobygames. http://www.mobygames.com/game-group/fatal-fury-series. Läst 21 april 2015.